# Carvilier
Die gens Carvilia war eine wahrscheinlich zugewanderte plebejische Familie der Römischen Republik, welche im 3. und 2. Jahrhundert v. Chr. nachweisbar ist und das Gentilnomen Carvilius führte.
Laut dem Bericht von Gaius Iulius Caesar trug auch ein König von Kent den Namen Carvilius, siehe Carvilius (Britannien).

## Mitglieder
- Carvilius Pollio, römischer Ritter, führte die Verwendung diverser Luxusmöbel in Rom ein
- Gaius Carvilius, diente 169 v. Chr. in den römischen Streitkräften im Krieg gegen den Makedonenkönig Perseus
- Lucius Carvilius, war 212 v. Chr. Volkstribun
- Spurius Carvilius (Volkstribun), Volkstribun 212 v. Chr.
- Spurius Carvilius (Gesandter), reiste 171 v. Chr. aus Griechenland nach Rom, um dem Senat über die dortige Situation zu berichten
- Spurius Carvilius Maximus (Ädil), angeblich 299 v. Chr. kurulischer Ädil
- Spurius Carvilius Maximus (Konsul), Konsul 293 und 272 v. Chr., Zensor vielleicht im Jahr 289 v. Chr.
- Spurius Carvilius Maximus Ruga († 211 v. Chr.), Konsul 234 und 228 v. Chr.
- Spurius Carvilius Ruga, leitete in der Mitte des 3. Jahrhunderts v. Chr. eine Schreibschule in Rom